# Илегална штампарија ЦК КПЈ на Бањичком венцу
Илегална штампарија Централног комитета Комунистичке партије Југославије (ЦК КПЈ) на Бањичком венцу број 12.  постојала је у окупираном Београду од 1. августа 1941. до 31. августа 1943. године. Пошто су Немци, септембра 1943, заузели кућу штампарија је пресељена на нову локацију у Крајинској улици број 24. где је радила од почетка октобра 1943. до 29. јула 1944, када је откривена од стране Гестапоа и Специјалне полиције.
Иако су Немци боравили у кући од септембра 1943. до октобра 1944, они нису открили тајно скровиште у коме се налазила илегална штампарија. После ослобођења, 1950. у кући је основан Музеј илегалних партијских штампарија, који је постојао до 2000. године.

## Историјат
Градња куће на Бањичком венцу број 12, коју је прекинуло Априлско бомбардовање и окупација Београда, настављена је током маја и кућа је била завршена крајем јула 1941. године. Светозар Вукмановић Темпо, је пре свог одласка у Босну, где је био послат од стране ЦК КПЈ, половином јула, организовао људе и начин рада, као и обезбедио нове машине и материјал за штампарију. Најпре је преко Бранка Ћоновића обезбедио две машине, једну велику на електрични и другу мању на ручни погон. Ове машине купљене су код једног трговца у Земуну и одмах донете у Бањичку улицу бр. 12. Пошто је градња куће тада још трајала, оне су биле скривене међу грађевинским материјалом.
Темпо је организовао и људе који ће радити у штампарији. Он је тада одлучио да кућу закупи млади брачни пар с кућном помоћницом, а да у скровишту ради двоје искусних графичара. Његов избор пао је на доктора Мила Бошковића, Загорку Загу Јовановић и Љубицу Ђоновић. Бошковића је Темпо познавао још од гимназијских дана са Цетиња. Био је члан КПЈ, али непознат београдској полицији, јер је студирао у иностранству. После дипломирања запослио се као асистент Бактериолошког института Ветеринарског факултета. Загорка Зага Јовановић, студенткиња медицине из Крагујевца, је већ раније радила у једној од илегалних штампарија и била је веома поуздана. Пошто је доктор био неожењен, одлучено је да се он и Зага венчају. Ово венчање решило је још један проблем - Зага је била позната полицији, па се после венчања с новим презименом пријавила полицији и добила нова документа. Љубица Ђоновић, стара Темпова познаница и чланица КПЈ, била је одређена за „кућну помоћницу“ и накнадно се уселила у кућу. Приликом избора радника за штампарију, Темпо се, по Титовом предлогу одлучио за стручне људе. До тада је била пракса да у илегалним штампаријама раде проверени комунисти, без обзира на њихово слабо знање око рада на штампарским машинама. За првог радника у илегалној штампарији изабрао је графичког радника-машинисту Бранка Ђоновића, а на његов предлог узео је и графичког радника-словослагача Слободана Јовића. Од „легалних“ и „нелегалних“ станара куће била је формирана посебна партијска ћелија, која је била директно повезана са Централним комитетом, а њен секретар била је Зага Јовановић.
После Темповог одласка, бригу око илегалне штампарије преузео је Иван Милутиновић, члан ЦК КПЈ. Ова штампарија била је тајна не само за полицију и окупаторе, већ и за многе чланове Партије. За штампарију су знали само Темпо, Иван Милутиновић, Ђорђе Андрејевић Кун, радници у штампарији, власници куће Бранко и Дана Максимовић, као и Јосип Броз Тито и чланови Политбироа ЦК КПЈ. После одласка Ивана Милутиновића на ослобођену територију, половином септембра 1941. године, руковођење радом илегалне штампарије преузео је Благоје Нешковић, секретар Покрајинског комитета КПЈ за Србију.
Крајем јула илегална штампарија је била усељена у кућу на Бањичком венцу. Ђорђе Андрејевић Кун, је тада уз помоћ свог таста столара Михајла Ратковића направио специјални плакар из ког се улазило у скровиште у ком се налазила штампарија. Потом је даскама извршена изолација скровишта, да се не би ширила бука коју су стварале машине. Пре усељења решен је још један проблем - струја. Штампарској машини је била потреба трофазна струја, која је била уграђена под изговором да је потребна лекарској ординацији доктора Бошковића. Пошто је машина трошила велике количине струје извршена је преправка струјомера. Приликом усељења у кућу унете су и веће количине папира. Специјална просторија у којој се налазила илегална штампарија, поред две штампарске машине, била је опремљена и са два кревета, мапама с уцртаним стањима на фронтовима, радио-апаратом, три пиштоља и неколико бомби. Почетак рада штампарије, одиграо се 1. августа 1941. године, штампањем првог броја „Билтена Главног штаба НОП одреда Југославије“, који је у штампарију донео Иван Милутиновић.

### Организација рада и живота у штампарији
У кући на Бањичком венцу владала су посебна правила живота и рада. Капија и улазна врата куће била су стално закључана. Тајни улаз у штампарију био је стално отворен. У току рада сви би били у штампарији, док би у горњем делу куће остајао само дежурни станар. Бранко и Слободан спавали су у соби из које се директно улазило у скровиште. Они су морали у случају, претреса куће, да на брзину сиђу у мердевинама у скровиште. У кућу нико није долазио од посетилаца, изузев Бранка и Дане Максимовић, који су становали у близини, у кући Бранковог оца.
За разношење штампаних материјала и преузимање материјала за штампу, била је задужена Зага Јовановић. Она се сваког дана у одређено време у договореној улици састајала са Миладом Рајтер и вршила примопредају материјала. Зага је приликом обављања овог посла користила другу лажну личну карту, да полиција у случају њеног хапшења не би дошла у кућу, где се налазила штампарија. Касније се Заги, у овом послу придружила и Љубица Ђоновић, али су оне радиле одвојено. С временом, како су се повећавале репресалије окупатора, у акцијама примопредаје материјала, учествовало је више људи. Најпре им се придружио Бранко Максимовић, а касније Бранко и Слободан, који су наоружани и с лажним легитимацијама, пратили Загу или Љубицу.
Поред свих мера полиције да открију и ликвидирају илегалну штампарију, она је нормално радила. Дистрибуција материјала из куће на Бањичком венцу вршена је у један стан у Ластиној улици број 9, где се налазила централна експедициона станица. Тај стан држао општински службеник Мирослав Парезановић и његова супруга Олга. Одатле су материјал преузимале техничарке Покрајинског комитета КПЈ за Србију Славка Морић и Србијанка Букумировић и разносиле га куририма Окружних комитета и Штабова партизанских одреда. Део партијског материјала растуран је у Београду, а део је слат у остале делове Југославије, пре свега Хрватску, Војводину и Македонију.
Тајни рад штампарије, који је још пре рата, успоставио Светозар Вукмановић Темпо дао је врхунске резултате. Наиме, он је рад илегалних штампарија организовао тако да се људи који раде у штампарији и они који га преузимају не познају. Такође, људи који су радили на експедицији материјала нису знали где се налази штампарија. На тај начин штампарија је дуго остала неоткривена и преживела је две велике полицијске провале у партијску организацију Београда - у јесен 1941. и пролеће 1942. године. Због ових провала, долазило је до застоја рада у штампарији, али не и њеног откривања.
Полиција је улагала велике напоре да открије илегалну штампарију. Проверавала је технику у свим јавним штампаријама у граду и пошто није могла ништа да открије, стекла је утисак да се штампарија налази негде у унутрашњости. Један од догађаја који је полицији ипак дао до знања да се штампарија налази у Београду био је 7. новембра 1942. године, када је по улицама Београда био растуран летак с рефератом који је Сергеј Молотов одржао у Москви, на прослави 25-о годишњице Велика октобарска социјалистичка револуција 6. новембра. Овај реферат је био директно емитован преко Радио „Москве“ око 19 часова. Чланови штампарије су га записали, превели и у току ноћи штампали. Пошто су још ранијих дана припремили техничаре за растурање, овај летак је до 9 сати преподне био растурен по Београду.
До августа 1943. године у илегалној штампарији ЦК КПЈ, на Бањичком венцу, штампано је пет бројева „Билтена Врховног штаба“; седам бројева „Гласа“; „Пролетер“ за 1942. годину; брошура са збирком текстова из „Борбе“, која је тада излазила на слободној територији; проглас ЦК КПЈ од 7. новембра 1942. године; прогласи Покрајинског комитета КПЈ за Србију од 1. јула 1942, 7. септембра 1942, марта 1943. и 1. маја 1943. године; Окружница ПК КПЈ за Србију број 4; проглас ЦК СКОЈ-а од 7. новембра 1942. године; „Историја СКП(б)“; „Основи лењинизма“; „Класа пролетаријата и партија пролетаријата“; леци, радио-вести и други материјали.

### Одлазак доктора
Поред свих акција Специјалне полиције и Гестапоа да открију илегалну партијску штампарију, на станаре Бањичког венца 12. сумњу је бацила једна сасвим друга ствар. Још крајем децембра 1941. године Гестапо је отпочео „чистку“ на Београдском универзитету. Пошто се доктор Мило Бошковић држао резервисано и није се изјашњавао ни против ни за Народноослободилачки покрет, Гестапо је закључио да је он масон. На њега је и посебну сумњу бацало то што је студирао у иностранству, па је био означен и као „енглески шпијун“.
У ноћи 5/6. јануара 1942. године Мила Бошковића је у кући тражила немачка полиција. Он се тада, заједно са Бранком и Слободаном, кроз плакар склонио у специјалну просторију, где се налазила штампарија. Зага и Љубица су тада полицији дале објашњење да је Мило отишао код својих рођака ван Београда. Тада је извршен и делимичан претрес куће, у којем су чак отварана и врата плакара, али ништа сумњиво није откривено. Полицајци су отишли, а Заги су на одласку рекли да доктор Бошковић одмах по доласку мора да се јави у Гестапо. Недељу дана касније, дошла је још једна немачка патрола која је донела нов позив Гестапоа за Бошковића. Партијска организација штампарије тада је донела одлуку да Мило Бошковић престаје да буде легални станар куће и он се тада придружио Бранку и Слободану у њиховом скривању у штампарији.
Крајем јануара 1942. године, у штампарију је дошао и Ђорђе Андрејевић Кун. Он је у то време становао у чиновничкој колонији под лажним именом сликар Антоновић, али пошто му је тај стан постао несигуран, он је на одређено време прешао у кућу на Бањичком венцу. Пошто је Кун и даље требало да остане у окупираном Београду, он је до набавке новог сигурног стана остао у штампарији четири месеца. Током боравка у штампарији он је радио на израђивању лажних докумената и исправа. Лажну исправу, на име домобранског сатника Винка Томашевића направио је и доктору Милу Бошковићу, који је почетком јула отпутовао у Загреб. Он се тамо повезао са Иванком Муачевић-Николиш, с којом је заједно требало да пређе на ослобођену територију и дође у Врховни штаб. Пошто су остали без партијске везе, Иванка и Мило су у потрази за партијском везом, у једној шетњи по окупираном Загребу, били уочени од полиције. Један полицијски агент препознао је Иванку и ухапсио је, а заједно са њом и Мила. Тада се први пут у полицијским рукама нашао неко из илегалне штампарије ЦК КПЈ. Мило пред полицијом ништа није открио, а потом је био пребачен у логор Стара Градишка где је убијен септембра 1944. године.

### Усељење Немаца у кућу
После вести да је доктор Мило Бошковић ухапшен и убијен (они су тада мислили да је одмах по хапшењу убијен, заједно са Иванком Муачевић) у Загребу, чланови илегалне штампарије су одлучили да не држе више кућу у закупу на докторово име, јер су се плашили да и до полиције може доћи вест о докторовом хапшењу. Зага и Љубица су се тада одјавиле у полицији, рекавши да одлазе код рођака у унутрашњост. Обе су остале у кући, али као илегални станари. Као легални станари куће поново су се вратили Бранко и Дана Максимовић.
Илегални живот у кући тада је постао посебно тежак, јер у преподневном периоду, док су Бранко и Дана били на послу, из куће није смео допирати никакав звук, а зими због дима није ложена ни ватра. Приликом путовања у Македонију, где је био упућен од стране Врховног штаба НОВ и ПОЈ, Светозар Вукмановић Темпо је од краја децембра 1942. до краја јануара 1943. године боравио у Београду. Он је тада, после годину и по дана обишао илегалну штампарију, који је оставио на почетку њеног рада.
Почетком маја 1943. године једна већа група истакнутих чланова Народноослободилачког покрета из Београда, отишла је преко Срема на ослобођену територију у Босну, где се тада налазио Врховни штаб НОВ и ПОЈ. Групи, у којој су се налазили Ђорђе Андрејевић Кун, Владислав и Јара Рибникар, Славка Морић, Милада Рајтер, Брана Перовић и други, прикључиле су се и Зага Јовановић и Љубица Ђоновић.
Рад штампарије неометано се наставио све до 31. августа 1943. године, када су Немци наредили да се у року од три дана иселе сви станари из улице Бањички венац, да би се у те куће уселили њихови официри. Такође у наредби је стајало да се у кућама мора оставити сав намештај. Пошто је рок за исељење штампарије био веома кратак, а партијска организација у Београду је тих дана била у веома лошем стању, Бранко и Слободан су сами морали да организују пресељење штампарије. По упутству Покрајинског комитета КПЈ за Србију, мању ручну машину, коју су успели да изнесу из куће, пренели су у илегално партијско склониште у стан Милутина Благојевића у Крајинској улици број 24. Због бојазни да ће Немци приликом усељења и каснијег боравка у кући, открити специјално склониште у којем се налазила илегална партијска штампарија, ПК КПЈ за Србију је Бранка и Дану Максимовић саветовао да пређу у илегалност, а убрзо потом у октобру су прешли на ослобођену територију у Срему. 
Немачки официри, који су од септембра 1943. до октобра 1944. године становали у кући на Бањичком венцу број 12, никад нису приметили да на дну плакара постоји маскирани тајни улаз у склониште илегалне штампарије. На тај начин је ова илегална штампарија, која је пуне две године радила у окупираном Београду, у непосредној близини Бањичког логора, остала неоткривена до краја рата.

## Учесници у раду илегалне штампарије
- Ђорђе Андрејевић Кун (1904—1964), сликар и члан САНУ. Рођен у Пољској. Био учесник шпанског грађанског рата. Учествовао у изради тајног скровишта за штампарију ЦК КПЈ на Бањичком венцу бр. 12. У периоду од јануара до маја 1942. године и сам илегално боравио у штампарији. Касније прешао на ослобођену територију и радио при Врховном штабу, а после ослобођења био професор Академије ликовних уметности у Београду. Носилац Партизанске споменице 1941.
- Милутин Благојевић (1912—1944), ауто-механичар. Рођен у Београду. Заједно са супругом Ратком учествовао у НОП-у. У њиховој кући у Крајинској улици бр. 24. налазило се илегално партијско склониште, у ком је од 1943. радила штампарија ЦК КПЈ. Ухапшен јула 1944. и стрељан заједно са супругом септембра исте године.
- др Мило Бошковић (1911—1944), лекар. Рођен у околини Бара. Био асистент Бактериолошког института Ветеринарског факултета у Београду. По партијском задатку „закупио“ кућу на Бањичком венцу бр. 12, где је учествовао у раду штампарије ЦК КПЈ. Под сумњом да је енглески шпијун прогонио га Гестапо, после чега је прешао у илегалност. Јула 1942. прешао у Загреб, где је био ухапшен. Убијен у логору Стара Градишка, септембра 1944. године. Проглашен за народног хероја.
- Светозар Вукмановић Темпо (1912—2000), правник. Рођен у околини Цетиња. Био организатор илегалних партијских штампарија у Београду у лето 1939. и у јесен 1940. године. Главни организатор штампарије ЦК КПЈ на Бањичком венцу бр. 12. Касније у току НОР-а био члан Врховног штаба, а после ослобођења активни друштвено-политички радник. Одликован Орденом народног хероја.
- Бранко Ђоновић (1916—1944), графички радник-машинист. Рођен у околини Бара. У јесен 1940. године Темпо га ангажовао у раду на организовању илегалних партијских штампарија. Заједно са Слободаном Јовићем илегално радио штампарији ЦК КПЈ у тајном скровишту на Бањичком венцу бр 12. Потом радио у скровишту у Крајинској улици бр. 24. Извршио самоубиство јула 1944. да не би жив пао у руке полицији. Проглашен за народног хероја.
- Љубица Ђоновић (1909—1986), радница. Рођена у околини Бара. Од лета 1941. године живела у кући на Бањичком венцу бр. 12, где је била пријављена као „кућна помоћница“, и учествовала у раду штампарије ЦК КПЈ. Маја 1943. године напустила Београд и отишла на ослобођену територију. После ослобођења радила као друштвено-политички радник. Носилац Партизанске споменице 1941.
- Загорка Зага Јовановић (1920—?), студенткиња медицине. Рођена у Крагујевцу. Била ангажована у раду илегалних партијских штампарија у лето 1939. године. Од јула 1941. године живела у кући на Бањичком венцу бр. 12, где је била пријављена као „супруга“ др. Бошковића, и учествовала у раду штампарије ЦК КПЈ. Маја 1943. године напустила Београд и отишла на ослобођену територију. После ослобођења била активни друштвено-политички радник. Носилац Партизанске споменице 1941.
- Слободан Јовић (1918—1944), графички радник-словослагач. Рођен у околини Пожаревца. Заједно са Бранком Ђоновићем илегално радио штампарији ЦК КПЈ у тајном скровишту на Бањичком венцу бр 12. Потом радио у скровишту у Крајинској улици бр. 24. Извршио самоубиство јула 1944. да не би жив пао у руке полицији. Проглашен за народног хероја.
- Бранко Максимовић (1906—1973), службеник. Рођен у околини Младеновца. Заједно са супругом Даном, био ангажован у раду илегалних партијских штампарија у лето 1939. године, као „легални станар“. У својој кући на Бањичком венцу бр. 12. учествовао у организовању штампарије ЦК КПЈ и учествовао у њеном раду. Октобра 1943. године напустио Београд и отишао на ослобођену територију. После ослобођења радио као друштвено-политички радник. Носилац Партизанске споменице 1941.
- Даница Дана Максимовић (1907—1996), службеница. Рођена у Београду. Заједно са супругом Бранком, била ангажована у раду илегалних партијских штампарија у лето 1939. године, као „легални станар“. У својој кући на Бањичком венцу бр. 12. учествовала у организовању штампарије ЦК КПЈ и учествовала у њеном раду. Октобра 1943. године напустила Београд и отишла на ослобођену територију. После ослобођења радила као друштвено-политички радник. Носилац Партизанске споменице 1941.

## Музеј
Кућа на Бањичком венцу бр. 12. је 1. маја 1950. године претворена у Музеј „Илегалних партијских штампарија“, који се налазио у саставу Музеја града Београда. Музејска поставка је представљала рад свих илегалних штампарија које су радиле на територији окупираног Београда, али у међуратном периоду. Исте године на кућу је постављена и спомен-плоча, а 17. маја 1965. године је проглашена за Споменик културе од изузетног значаја.
Музеј је затворен за посетиоце августа 2000. године, а кућа је после судског спора с градом Београдом, враћена наследницима Бранка и Данице Максимовић.

## Отписани
Рад илегалне штампарије ЦК КПЈ описан је у многим књигама које се баве тематиком Народноослободилачког рата у Београду, а посебан опис рада штампарије дао је Драган Марковић у својој књизи „Отписани“. Приликом снимања телевизијске серије „Отписани“, 1974. године, сценаристи Драган Марковић и Синиша Павић су њеном раду посветили епизоду под називом „Штампарија“. У серији су ствари мало измењене, па се догађаји везани за штампарију одвијају доста брже него што је то било у стварности.
Такође и имена ликова у серији су измењена, па се тако уместо доктора Бошковића и студенткиње Загорке појављују доктор Јанковић (Зоран Милосављевић) и Оливера (Светлана Бојковић); уместо кућне помоћнице Љубице појављује се Ивана (Љубица Ковић) која је приказана као средовечна жена, док је Љубица Ђоновић била доста млађа; ликови графичких радника Зарета (Ђорђе Јелишић) и Ненада (Јосиф Татић), такође немају много сличности са Бранком Ђоновићем и Слободаном Јовићем; док је лик Милана (Мирко Буловић) најприближнији са ликом Милутина Благојевића, власника куће у којој је била смештена друга штампарија.